# Келлер, Эвелин Фокс
Эвелин Фокс Келлер (англ. Evelyn Fox Keller; 20 марта 1936, Нью-Йорк, Нью-Йорк — 22 сентября 2023, Кембридж, Массачусетс) — американский физик, литератор и феминистка, специалист по истории и философии современной биологии, а также по гендерной проблематике в науке. Доктор философии (1963), эмерит-профессор Массачусетского технологического института, прежде профессор Калифорнийского университета в Беркли (1988—1992) и Северо-Восточного университета (до 1988), член Американского философского общества (2006). Удостоена многих отличий, Макартуровский стипендиат (1992), лауреат John Desmond Bernal Prize (2011).
Родилась в семье еврейских иммигрантов из Российской империи. Окончила Брандейский университет (бакалавр физики, 1957). Степень доктора философии по физике получила в Гарварде. В последние годы своих занятий там всё более сосредотачивалась на области молекулярной и математической биологии. С 1963 по 1980 год работала в Нью-Йорке. Вышла замуж за математика, родила двоих детей.
Преподавала в Нью-Йоркском университете, Перчейз-колледже, Северо-Восточном университете (фул-профессор с 1982; работала там до 1988).
Затем являлась профессором Калифорнийского университета в Беркли (1988—1992). Затем в Массачусетском технологическом институте, эмерит-профессор. Занимала Blaise Pascal Chair (2005).
Член Американской академии искусств и наук (2007). Состояла в редколлегиях Journal of the History of Biology, Biology and Philosophy.
Почетный доктор Дартмутского университета (2008), Уэслианского университета (2001) и др.
Автор книг A Feeling for the Organism: The Life and Work of Barbara McClintock (1983), Reflections on Gender and Science (1985), The Century of the Gene (2000), Making Sense of Life: Explaining Biological Development with Models, Metaphors and Machines (2002).